# Sośnina (województwo lubelskie)
Sośnina – osada leśna w Polsce położona w województwie lubelskim, w powiecie tomaszowskim, w gminie Łaszczów.
W latach 1975–1998 miejscowość położona była w województwie zamojskim.